# Bela Vista (Angola)
Bela Vista je město a obec v angolské provincii Bengo.

## Hospodářství
Vzhledem k tomu, že město se nachází v hornatém terénu a hlavní obživou místních obyvatel je drobné zemědělství, které však kvůli přírodním podmínkám není příliš výnosné.

## Doprava
Do města nevede žádná železnice a nejbližší letiště se nalézá 4,3 kilometru v městečku M´banza Congo.